# Umowa realna
Umowa realna – umowa, do zawarcia której oprócz złożenia oświadczeń woli konieczne jest również wydanie rzeczy. Umowami realnymi są m.in. umowa użyczenia, umowa przechowania, umowa kaucji.